# 藏鏡人

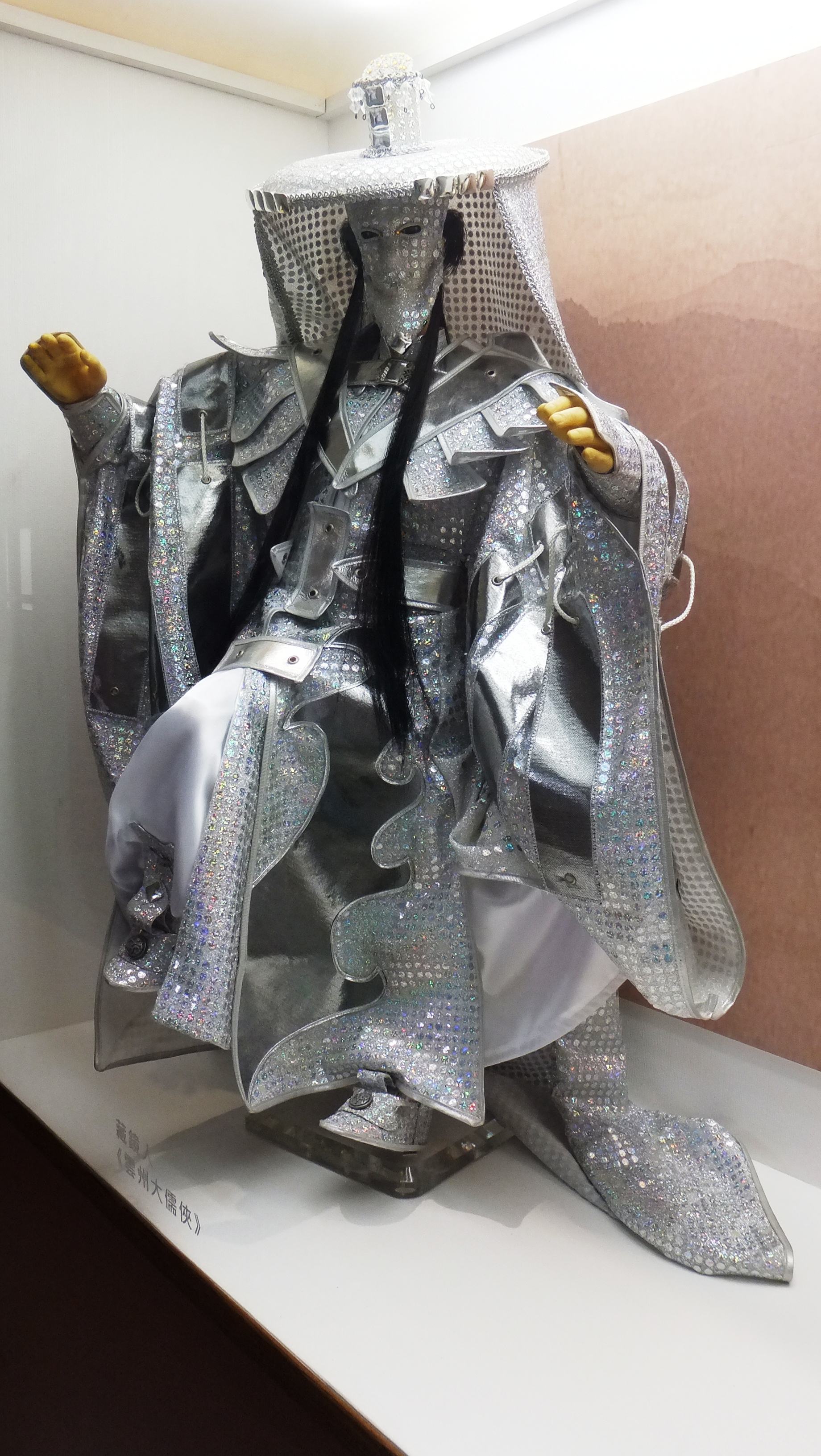
雲林布袋戲館的藏鏡人

藏鏡人，本名羅碧（現今的版本：為史艷文雙胞胎弟弟，本名史驚武，曾被史艷文稱為史羅碧），是黃俊雄布袋戲的虛構角色，是儒俠史艷文的死對頭，乃布袋戲界的反派大魔頭，形象十分鮮明，隱身不見真身，有詩句云：「隱身令天下，現身戮萬軍」。由於布袋戲的風行，致使「藏鏡人」一詞，成為臺語黑話中對「幕後黑手」或「幕後主使」之意。

## 簡介

### 黃大師原劇設定
藏鏡人是烏斯藏戰神（黃文擇的版本是交趾國東征先鋒大將），父親羅天從，妻子姚明月（亦稱「女暴君」）。藏鏡人曾在江湖上取得一面魔鏡，可隱身其中，現身時亦不見其面貌，故稱為「藏鏡人」。藏鏡人擅使陰謀，口頭禪－－「順我者生，逆我者亡」，後被五魁所敗，一度失憶，而被武林正邪雙方追擊，期間與神童小金剛成為好友。回復記憶後，為救親妹白蝴蝶，誤中「黑色十字會」的陷阱被銀傘門「飛傘殺人陣」所殺，為黑暗中浮現的古城（死城）所救並化身為失意人，此時口頭禪改成了「不應該」，詩號為「藏龍臥虎今懦夫，鏡裡罪容化成無；人情冷暖難回首，嘆留多少傷心事」，是首「藏頭詩」－－「藏鏡人嘆」。
劇外因父子傳承之關係，在金光布袋戲（天地金光）與霹靂布袋戲皆有演出藏鏡人的角色，但是彼此設定不同、劇情也不相關，故不應視為同一角色。事實上在承傳移植時，有些霹靂布袋戲的角色或多或少都有迥異過往的設定。
依據2009年黃俊雄布袋戲全國巡演中的人物設定，藏鏡人和史艷文實乃因兵亂而失散的親兄弟，兩人身上有相同的胎記。

### 新劇設定（天地風雲錄、金光御九界）
當時羅天從突襲史家，雖然搶下襁褓中的羅碧，但亦因此被史豐洲斬下首級。而羅天從之副官將嬰兒羅碧與羅天從的無頭屍首帶回苗疆，並稱羅碧為羅天從之遺孤，而十幾年後少年羅碧初陣時，意外發現在史豐洲身旁之少年史艷文，與自己面容一模一樣，因而自羅天從之副官口中得知真相，之後那名副官殺死所有知道這個真相的人，然後再自殺，因為副官了解這是一個可以導致亡國的秘密。為了讓苗疆的人民有一個精神的寄托，羅碧從此自號「藏鏡人」並且以面具與覆帽遮掩面容。並且刻意修習與自身純陽功體相悖的陰派武學，以和史艷文修習之純陽氣功分庭抗禮。
2012年的《天地風雲錄之決戰時刻》中因為好友神蠱溫皇與東瀛西劍流軍師赤羽信之介等人的策畫下（主要因為與女暴君所生之女憶無心被東瀛西劍流綁架），被迫在眾目睽睽下披露真面目，導致史艷文及藏鏡人兩人因其兄弟身分分別招致中原及苗疆之追殺，並且在種種因素下與史艷文在山洞中決鬥，被史艷文打昏互換身分而逃出生天，並且於之後兄弟二人處於心和口不和的狀態，一般是藏鏡人怒嗆史豔文而史豔文挖苦藏鏡人的情況，但無論如何不滿，過往藏鏡人叱罵史豔文的「史狗子」卻不會再說出口，同時揭露史家老奶奶(史豔文及藏鏡人的母親)尚在人世。
在《天地風雲錄之九龍變》，與史艷文次子小空被入靈奪舍，而復活的東瀛西劍流流主炎魔幻十郎的一戰中，史艷文為救藏鏡人而擋下炎魔幻十郎意圖同歸於盡之殺招，身負重傷而昏迷不醒。藏鏡人便偽裝史艷文的身分，方便四處奔走於武林中，尋求醫治藏鏡人（即史艷文）的方法。第12集時，在藏鏡人（即史艷文）清醒後，兩人對談中說明了兄弟互換的真相，為了償還受傷時而服下史艷文給予的『閻王低頭』（疑似決戰炎魔重傷所致）之恩情，加上史艷文雖病癒卻腳部殘廢的後遺症，使藏鏡人自願承擔繼續暫代胞兄身份成為中原指標性領袖，輔助史的兩個兒子俏如來和雪山銀燕成長，而史的用意更是為了讓藏鏡人獲得中原眾人諒解，成為正氣之人。
及至《九龍變》後期藏鏡人假扮史艷文之身分，被女暴君識破並招來苗疆大軍之追殺。藏鏡人為保其愛女憶無心之安危而暫避苗疆北競王王府，但北競王收留藏鏡人之目的實為引導藏鏡人於九龍天書之局中刺殺苗王。苗王死於藏鏡人之手後，北競王告知其事實真相。傷疲之下，藏鏡人及其義兄弟千雪孤鳴合力也無法擊敗北競王，二人於墜落地底深淵後，被佛國八大支脈之一的「地門」救起，並受地門「無我梵音」的影響而轉換記憶（洗腦），成為地門天護，為地門效力。
在《墨邪錄》中，藏鏡人為了行走江湖方便而身穿黑甲金裝，化名天地不容客，從元邪皇手下援救史艷文等人，而後襲擊雪山銀燕，並指導雪山銀燕武學和戰鬥理論，雪山銀燕認真遵守師父宮本總司教導止殺的思想，但藏鏡人卻道破若你不夠強而不能殺(亦即並非不想做，而是能力上做不到)，又如何止殺的概念，同時要求他在幾日內擊殺數百魔兵。然而，除了少數人外（如黑白郎君及銀燕），幾乎在劇中稍有智慧者都看破天地不容客就是藏鏡人。
有別於史艷文的溫良作法，藏鏡人雖模仿兄長的口吻和態度維妙維肖，但不免幾次透漏出強硬以及不拘泥手段的原有性格來處理危機，反而令戲迷感到新鮮和有趣。然而隨著劇情發展，常可見史豔文在為人處世之上並非不知變通或有其他較為極端的手段，卻只是不選擇這種處理方式，於戰鬥中大多也是強壓弱的方式取勝。反觀藏鏡人渴望親情、不怕強敵、不斷重傷又不斷突破自我而戰勝對手，除了引起戲迷內心代入感外，也成為劇中能以個人的出場就可逆轉局勢的少數人之一。
兩人差異最大的或許不是為人處世，迥然有別的更是對家庭、親情的態度，特別在於對兒女的教育（溺愛）上，史艷文隨時可以為了他自認的大義而拋妻棄子，甚至傷害兒子，但藏鏡人則不同。以「誰敢傷害憶無心」一句話足可證明藏鏡人對女兒的寵愛，然而，或許因為憶無心是女性、且除了術法之外幾乎不會武功（必須受人保護），加上早年兩人分離的緣故，所以讓藏鏡人成為金光劇中最早女兒控的代表性人物。有趣的是，苗疆三傑都是女兒控，如神蠱溫皇寵愛鳳蝶及狼主不肯放下七巧。

## 詩號
- 順我者生，逆我者亡。
- 隱身令天下，現身戮萬軍。
- 藏龍臥虎今懦夫，鏡裡罪容化成無；人情冷暖難回首，嘆留多少傷心事。
- 脫離三教外，不在五行中，轟動武林，驚動萬教，萬惡的罪魁藏鏡人也！
- 我是萬惡的罪魁藏鏡人，吾命由吾不由天！
- 踏烽火，折兵鋒，正邪無用；斬敵顱，殺魍魎，天地不容。

## 個人資料
- 本名：羅碧（另有版本為「白飛」）、史驚武、史羅碧
- 出身：西苗
- 祖父母：羅剎羅修（祖父）
- 父母親：羅天從（養父）、史豐洲（生父）
- 兄弟姊妹：兄：史艷文，妹：飛翔仙子白蝴蝶（孝女白瓊），小金剛（義弟）
- 妻室：女暴君（姚明月、於九龍變姚金池之姐）
- 友：「苗疆三傑：千雪孤鳴（苗疆狼主、顥穹孤鳴之弟）、神蠱溫皇（秋水浮萍任飄渺）」、風雲太歲孟高飛（銀槐鬼市地宿、江湖生死兄弟）
- 子女：憶無心（於九龍變之女兒、另名石头仔）
- 師父／指導：摩雲寺寬仁大師、五雷新君、萬象尊、百劫梟雄紫玄冠、雷光始祖靈魔雨、熾爁原母巫馬雲等……
- 身份：
  - 稱號：苗疆戰神（黃大師原劇設定：烏斯藏戰神、交趾國東征先鋒大將）、靜海宮主
  - 苗疆三傑之一
  - 化身：半屍人（喪失記憶時）、失意人、正義之神、天地不容客（墨邪录）
  - 邪派紫玄觀超級戰將
  - 地門四大天護之一
  - 自稱：萬惡罪魁
  - 甲子名人帖：天下第一掌（與史艷文同）
- 武功：飛瀑怒潮、怒潮襲天、瀑流滅境、暴雷狂濤、狂潮辟野、雷光熾爁；純陽掌、純陽一氣、辟邪烈日、純陽貫地；襲地貫天（純陽行左、飛瀑走右 陰行陽招 陽行陰招 陰陽融合）、
- 武器：龍珠寶劍、暗器、離塵石盾：戰驍（原名「墨邪」，鋒海鍛神鋒所鑄造）
- 寶物：隱身鏡
- 口頭禪：
  - 不應該啊～（半屍人／失意人）
  - 有理暢通天下，無理寸步難行。（正義之神）
  - 吾命由吾，不由天啊!!
  - 想取代戰神，先學會仰望我（於九龍變25集）
  - 戰神，從未卸任（墨世佛劫）

## 衍生涵意
「藏鏡人」，有詩云「隱身令天下，現身戮萬軍。」因隱身不現真身，常以金光罩體之姿指揮黑道份子。社會上衍生寓意為「幕後指使者」，教唆犯罪以後避不見面，指示犯人何去何從等。

## 外部連結
- 冷霜子、女暴君和藏鏡人的故事 （页面存档备份，存于）（此時藏鏡人尚未覆面）
- 武魁 vs. 藏鏡人 （页面存档备份，存于）
- 七彩霹靂門（四） （页面存档备份，存于） - 前段說明和萬象尊共歸於盡的銀衣藏鏡人原來是弟弟。
- 電視版-《霹靂金榜》第一集及第二集前段。 （页面存档备份，存于）